# Korapuki Island
Korapuki Island ist die fünftgrößte Insel der Inselgruppe der Mercury Islands, die mit ihren sieben Inseln zu Neuseeland gehört.

## Geographie
Die Inselgruppe, zu der die Insel gehört, befindet sich nordöstlich der Coromandel Peninsula im Norden der Nordinsel von Neuseeland. Innerhalb der Inselgruppe stellt Korapuki Island mit 18 ha die fünftgrößte Insel dar. Sie ist die südlichste Insel und liegt rund 2,5 km südöstlich der Hauptinsel Great Mercury Island und rund 1,2 km südlich er kleinsten Insel der Inselgruppe, Green Island.
Korapuki Island erstreckt sich über 0,8 km in Südwest-Nordost-Richtung und misst an der breitesten Stelle im Norden rund 490 m. Die höchste Erhebung der Insel ist mit 81 m im nordöstlichen Teil zu finden.
Administrativ zählt die Insel mit der Inselgruppe zu der Region Waikato.

## Geologie
Die Insel ist wie die gesamte Inselgruppe vulkanischen Ursprungs.

## Besitzverhältnisse
Die Insel befindet sich staatlicher Hand, war ursprünglich Teil des Hauraki Gulf Maritime Parks und ist heute Teil des im Jahr 2000 neu gegründeten Hauraki Gulf Marine Park. Der Zugang zur Insel, die als Class A 'Inviolable Reserve' klassifiziert ist, ist nicht öffentlich.

## Flora und Fauna
Während 1925 der größte Teil der Insel lediglich von Gras und Manuka-Büschen bewachsen war, konnten in den 1960er Jahren an den seewärts gerichteten Hängen bereits Wald mit einem Pōhutukawa-Bestand, Flax und Māhoe-Büsche gesichtet werden. Heute ist fast die gesamte Insel bewaldet.
Die Erholung der Tier- und Pflanzenwelt begann 1988, nachdem die Pazifische Ratte 1986 und die Kaninchen ein Jahr später auf der Insel ausgerottet werden konnten.